# ناحیه ساوانا، شهرستان کرول، ایلینوی
ناحیه ساوانا، شهرستان کرول، ایلینوی (به انگلیسی: Savanna Township) یک منطقهٔ مسکونی در ایالات متحده آمریکا است که در شهرستان کرول، ایلینوی واقع شده‌است. ناحیه ساوانا ۳٬۷۲۹ نفر جمعیت دارد و ۱۸۰ متر بالاتر از سطح دریا واقع شده‌است.